# Отруєння метиловим спиртом
Отруєння метиловим спиртом — небезпечний для здоров'я і життя стан людини, що виникає внаслідок вживання мети́лового алкого́лю (водяний розчин метанолу). Метанол — одноатомний спирт, який ідентично до етилового спирту метаболізується з виділенням енергії, належить до нервово-судинних промислових отрут, має кумулятивну властивість, викликає сп'яніння, проте, його метаболіт формальдегід викликає отруєння, що діє згубно на нервову та судинну системи організму, швидко всмоктується у шлунку, максимальний рівень у крові відзначається через одну годину після приймання. У організмі людини метанол може метаболізуватись двома шляхами — через алкогольдегідрогеназу (із вивільненням формальдегіду та мурашиної кислоти) та через пероксисомальне окислення (безпечніший шлях). Блокування всієї доступної алкогольдегідрогенази надмірним споживанням етилового спирту є основним механізмом антидотної терапії при отруєнні метиловим спиртом.

## Симптоми
Отруєння метиловим спиртом відбуваються найчастіше при його вживанні внутрішньо. Можливі токсичні явища при вдиханні парів метанолу і при всмоктуванні через шкіру.
В отруєнні метиловим спиртом розрізняють три стадії: наркотичну, ацидотичну й ураження центральної нервової системи.
Перші симптоми отруєння такі ж, як при отруєнні етиловим спиртом, потім з'являється біль у животі, запаморочення, двоїння в очах (диплопія), поява «плям» перед очима, ослаблення реакції зіниць на світло, напади судом, колапс, розвивається сліпота. Смерть настає внаслідок параліча дихального центру.

## Невідкладна допомога
1. Промивання шлунка
2. Внутрішньовенне введення гіпертонічного розчину глюкози з інсуліном, 4 % розчину гідрокарбонату натрію
3. Вітамінотерапія
4. Внутрішньовенне повільне введення 5-10 % розчину етилового спирту з ізотонічним розчином натрію хлориду (10-20 мл етилового спирту на добу; біохімічні протиотрути)
5. Госпіталізація

Лікування проводять упродовж 3-5 діб. Передчасне припинення лікування (при доброму самопочутті хворого) може викликати загострення інтоксикації та втрату зору навіть через декілька діб.